# Asociación de Scouts de México
La Asociación de Scouts de México, A.C. (ASMAC) es una asociación civil dedicada a la formación del carácter en la juventud complementando la educación de sus miembros mediante el acercamiento a la naturaleza como fuente de ubicación en el mundo que nos rodea y mediante la participación en la vida de la sociedad, en las expresiones de la cultura y de los valores trascendentes. A partir de este entorno, estimula el desarrollo de las habilidades personales y de la responsabilidad social de cada joven, infundiéndoles ideales, ayudándoles a crearse una responsabilidad propia y orientando su vocación de servicio a la comunidad, teniendo como base los lineamientos que marca el fundador del Escultismo, Lord Robert S.S. Baden-Powell of Gilwell. Reconocida por la comunidad mundial de escultismo (OMMS) desde el 26 de agosto de 1926, y registrada ante las autoridades civiles de México el 24 de febrero de 1943.
Actualmente es miembro de la Conferencia Scout Mundial y de la Conferencia Scout Interamericana.

## Historia
Después de varios intentos, el Movimiento Scout en México, se conforma como tal en agosto de 1926. Se forma a la Asociación de Exploradores de la República Mexicana, bajo la dirección del Sr. Andrés Gómez Oreján, en el Puerto de Veracruz.
Por otro lado, el interés de las escuelas católicas en México las lleva a adoptar el movimiento Scout como una actividad extraescolar para sus alumnos por lo que, en 1931, con la venia del entonces Arzobispo de México, Pascual Díaz, se conforman los primeros seis Grupos Scouts de la Ciudad de México en las escuelas lasallistas y maristas, conformando así a los Exploradores Católicos de México. Tres de esos grupos aun existen: El Grupo I de México, el grupo III de México y el Grupo IV. Fundados el 1 de noviembre de 1931.
El fundador del grupo I fue el Sacerdote Marista Xavier Escontría quien había estudiado en el seminario en Bélgica, a causa de la persecución religiosa en México. En Bélgica y luego en España, conoció el Escultismo y a su regreso en México colaboró con los Caballeros de Colón y otras personalidades para crear el movimiento. El Grupo I se formó en el Colegio Franco Inglés con las Patrullas Lobos y Ciervos.
El fundador del grupo III fue Don Gustavo Salles. El grupo comenzó a trabajar en el Colegio Francés de Morelos un colegio Marista, ubicado en las calles de Morelos esquina con Enrico Martínez. Se funda la rama tropa Scouts iniciando con 2 patrullas: Lechuzas y Gamos, a quienes en los siguientes años se les unieron las patrullas: Ardillas, Osos, Jaguares y Renos. El 12 de octubre de 1932, el Grupo IV se unió al Grupo III, debido a dificultades por cuestión de local y de la falta de instrucción. El grupo III en los primeros años, fundó los grupos II, VII, V, X, XVII y XVI en la Ciudad de México, y el grupo I en las ciudades de León, Querétaro, Mérida, Yucatán. Durante 1933 el grupo realiza sus juntas en el edificio del Colegio Francés de Morelos (hoy sede de instalaciones del Instituto Nacional de Antropología e Historia) bajo la dirección de su jefe el Sr. Salles y las primeras excursiones las hace el Lic. Raz Guzmán. El 6 de enero de 1933 se asiste a una repartición de juguetes en el parque Venustiano Carranza por conducto del Club de Leones. hoy en día el grupo sigue intacto y se localiza en el Parque de Tlacoquemécatl en las calles de moras y pilares colonia del valle en la Ciudad de México con una amplia y memorable tradición scout.
En 1932 se fusionan la Asociación de Exploradores de la República Mexicana y los Exploradores Católicos de México para así formar a los Scouts de México, con el Sr. Andrés Gómez Oreján al frente de esta como Presidente y Jefe Scout Nacional.
En mayo de ese mismo año, surge la provincia La Laguna siendo esta de las provincias más longeva del norte del país y que actualmente está en funciones con 18 grupos activos.
A partir de este momento, los Scouts en México comienzan a diseminarse por todo el país y, en marzo de 1934, se celebra el Primer Campamento Nacional Scout, en el Valle del Teponaxtle, Estado de México, asisten cuatro Grupos.
En el año 2000, se lleva a cabo el 11° World Scout Moot Mundial es la primera vez que se efectúa un evento Mundial de esa naturaleza y por primera vez en la historia de los Moots se tiene un Programa Itinerante dándole la oportunidad a cada participante de conocer dos Estados de nuestro vasto país.
Este mismo año, las Provincias del D.F. y área metropolitana construyen la primera Flor de Lis con latas de aluminio en el Zócalo capitalino, así se construye una tradición que año con año crece en número de participantes así como de latas, las cuales se donan causas de altruismo social.

## Estructura
La máxima autoridad de la ASMAC radica en la Asamblea General de Asociados que se denomina Asamblea Nacional, la cual sesiona de manera ordinaria, una vez al año y en sesiones extraordinarias cuantas veces sea necesario.

### La Asamblea Nacional
Es integrada por los siguientes Asociados: los miembros del Consejo Nacional, la Corte Nacional de Honor, la Comisión de Vigilancia, los presidentes de provincia, el Jefe Scout Nacional (solo si es voluntario), los electos por las provincias y los electos por el Consejo Nacional. Las sesiones de la Asamblea Nacional son presididas por el presidente Nacional.

### El Consejo Nacional
El Consejo Nacional tendrá a su cargo la representación y la administración de la Asociación y deberá llevar a cabo todos los actos que fueren necesarios para la realización del objeto social. Electo por la Asamblea Nacional, es el máximo órgano directivo de la Asociación y está formado por quince Consejeros; los cuales duran en funciones tres años y pueden ser reelegidos. El Consejo Nacional elige de entre sus miembros al Presidente Nacional. El Consejo Nacional designara, a propuesta del Presidente Nacional, al Jefe Scout Nacional. Las sesiones del Consejo Nacional serán presididas por el presidente Nacional. Hasta 2020 el presidente Nacional más joven que ha tenido la ASMAC ha sido el Ing. Omar Lugo Aguirre quien ocupó el cargo de 2002 a 2003 a la edad de 30 años. 
FUNCIONES DEL CONSEJO NACIONAL:
El presidente nacional y el jefe scout nacional ejercerán conjunta
o separadamente poder amplio para pleitos y cobranzas, para
actos de administración y ejecutar todos los actos expresamente
determinados por la ley, entre los que se incluyen representar a
la Asociación ante toda clase de autoridades y tribunales penales, 
civiles y administrativos, autoridades y tribunales de trabajo, con
todas las facultades generales y aun las especiales conforme a la
ley, con facultades tanto para sustituir y delegar este poder total
o parcialmente, reservándose su ejercicio, así como para revocar
estos mandatos.
Asimismo, el Consejo Nacional podrá otorgar poderes especiales
con las siguientes facultades:
Abrir y manejar cuentas de cheques y de inversión en instituciones
de crédito y otras organizaciones financieras.
Designar a las personas autorizadas para disponer de los fondos
de dichas cuentas conforme a lo establecido en el artículo 79
inciso c) de estos Estatutos.
Las personas a quienes se les otorguen los poderes antes referidos
deberán rendir cuentas cuando el Consejo Nacional se los
requiera.

### La Corte Nacional de Honor
Se integra con seis miembros, quienes serán electos por la Asamblea Nacional. Sus miembros duran en su cargo tres años y pueden ser reelectos.
La Corte Nacional de Honor tendrá las siguientes funciones:
a) Designar de entre sus miembros a su presidente y secretario.
b) Elaborar el reglamento para su funcionamiento interno.
c) Resolver las discrepancias que le presenten los miembros o
41
Los Órganos
algún órgano de la asociación sobre la interpretación y aplicación
de los Estatutos, basándose en los Principios, Promesa
y Ley Scouts, informando a la autoridad correspondiente, 
fundando y motivando sus resoluciones en las disposiciones
normativas.
d) Resolver los conflictos de competencia que surjan entre los
órganos o miembros de la Asociación.
e) Resolver los casos de violación de la Promesa Scout, de estos
Estatutos o del Reglamento que le sean presentados por la
Asamblea Nacional, el Consejo Nacional o el interesado, en
apelación a decisiones que hayan sido tomadas de acuerdo
con el procedimiento que marca el Reglamento, oyendo
previamente a las partes.
f) Suplir las vacantes que surjan dentro de la Corte Nacional de
Honor y que deberán ser ratificadas por la Asamblea Nacional.
g) Aprobar el otorgamiento de los siguientes reconocimientos
scouts:
• La Medalla del Berrendo de Plata.
• La Medalla de la Bellota de Plata
• La Carita Sonriente de Oro.
h) Informar a la Asamblea Nacional sobre los resultados de su
trabajo en la misma sesión en la que el Consejo Nacional
presente su informe anual.
i) Las demás que se fijen en estos Estatutos y por la Asamblea
Nacional.
Para cumplir con sus funciones, la Corte Nacional de Honor recibirá
los recursos solicitados en el presupuesto.

### La Comisión de Vigilancia
Se integra con tres miembros electos por la Asamblea Nacional. Sus miembros duran en su cargo tres años y pueden ser reelegidos.
La Comisión de Vigilancia tendrá las siguientes funciones:
a) Revisar las cuentas y estados financieros de la Asociación, 
por lo menos una vez al año, valiéndose de los medios que
considere adecuados y del dictamen que de ellos haga un
contador público certificado independiente, cuyos honorarios
serán cubiertos con los recursos provenientes del presupuesto
asignado a esta comisión.
Sin perjuicio de lo establecido anteriormente, podrán llevarse a cabo
auditorías internas y/o externas, a criterio de la misma comisión.
b) Vigilar que los recursos de la Asociación sean destinados
irrevocablemente para alcanzar su objeto social.
c) Vigilar que se cumplan las disposiciones legales y administrativas.
d) Informar al Consejo Nacional y/o a la Asamblea Nacional
sobre las irregularidades que conozca, emitiendo las recomendaciones
que estime necesarias para que se corrijan tales
irregularidades.
e) Informar a la Asamblea Nacional sobre el resultado de su
trabajo en la misma sesión en la que el Consejo Nacional presente
su informe anual, así como el dictamen del Comisario.
Para cumplir con sus funciones, la Comisión de Vigilancia recibirá
del Consejo Nacional los recursos necesarios en la forma y monto
que anualmente decida la Asamblea Nacional.

### Jefe Scout Nacional
El Jefe Scout Nacional es elegido cada tres años por el Consejo Nacional y puede ser reelegido. Puede ser ejecutivo o voluntario.

#### Jefaturas Nacionales Recientes
- Raúl Arturo Sánchez Vaca (2002-2010): Elegido Jefe Scout Nacional en una posición voluntaria en 2002, siendo Presidente Nacional Omar Lugo Aguirre. En 2005 el Consejo Nacional lo promovió como Jefe Scout Nacional ejecutivo, una posición que llevó a cabo hasta el 2010,[1] pasando tomar posesión como Director Regional de la OMMS de las oficinas de la Región Scout Interamericana en Panamá el 1 de abril de 2010.

- José Adolfo López Sampsom Félix (2010-2011): Habiendo ocupado el cargo de Jefe Scout Nacional años atrás, fue elegido para el cargo en 2010, renunciando el 22 de octubre de 2011.

- Ana Lorena Gudiño Valdez (2011-2015): Elegida el 22 de octubre de 2011 por el Consejo Nacional, fue la primera mujer en ocupar el cargo de Jefe Scout Nacional con carácter ejecutivo. El 7 de febrero de 2015 presentó su renuncia bajo protesta ante el Consejo Nacional. En un comunicado emitido por el Consejo Nacional el 21 de febrero de 2015, se informó de la rescisión de su contrato laboral y la destitución del cargo de Jefe Scout Nacional a partir del 17 de febrero de 2015.

- José Luis Cárdenas Cortés (2015-2017): Nombrado Jefe Scout Nacional con carácter voluntario por el Consejo Nacional el 7 de febrero de 2015 y termina su gestión en noviembre de 2017.

- Pedro Díaz Maya (2017-actual): Nombrado Jefe Scout Nacional con carácter de ejecutivo por el Consejo Nacional a partir del 22 de noviembre de 2017, a llevado a los scouts durante la pandemia del coronavirus.

### Presidente Nacional
El día 10 de junio del 2023, por primera vez en la historia de la organización, una mujer preside el Consejo nacional. Diana Carrillo Tiburcio, nacida en Guadalajara, Jalisco, con 29 años de edad, es la primera mujer en presidir el Consejo Nacional.

## Organización de Miembros
| Nombre de Sección       | Edades (Años)                                                                                           | Color de Uniforme         |
| Manada de Lobatos       | 6 a antes de los 10                                                                                     | Amarillo                  |
| Tropa Scout             | 10 a antes de los 14                                                                                    | Verde                     |
| Comunidad de Caminantes | 14 a antes de los 18                                                                                    | Azul                      |
| Clan de Rovers          | 18 a antes de los 22                                                                                    | Rojo                      |
| Scouters                | De forma voluntaria, a partir de los 18 y sin límite de edad (servicio en actividades con los jóvenes). | De la sección que dirigen |
| Dirigentes              | A partir de los 22 y sin límite de edad. (servicio administrativo).                                     | Azul Oxford               |

### Grupo Scout
La organización de los miembros se conforma en un Grupo Scout. La ASMAC cuenta con 859 Grupos en el país, aunque esta cifra puede cambiar debido al cierre o apertura de nuevos Grupos. Cada Grupo cuenta con un Jefe de Grupo el cual lo dirige y lo representa.

### Provincia
La distribución geográfica de los Grupos Scouts se conforma en Provincias Scouts siendo un total de 49 en el país. Cada Provincia cuenta con un Presidente de Provincia quien la dirige y representa y que cuenta con la calidad de Asociado.
| Aguascalientes      | Chiapas         | Cuautitlán        | Iztacalco      | Naucalpan       | Sinaloa               | Tlalpan             |
| ------------------- | --------------- | ----------------- | -------------- | --------------- | --------------------- | ------------------- |
| Álvaro Obregón      | Chihuahua norte | Durango           | Iztapalapa     | Nuevo León      | Sonora                | Toluca              |
| Azapotzalco         | Chihuahua sur   | Guanajuato I      | Jalisco        | Oaxaca          | Tabasco               | Valle noreste       |
| Baja California     | Coahuila        | Guanajuato II     | La Laguna      | Puebla          | Tamaulipas Norte      | Venustiano Carranza |
| Baja California Sur | Colima          | Guerrero          | Michoacán      | Querétaro       | Tamaulipas Sur        | Veracruz            |
| Benito Juárez       | Coyoacán        | Gustavo A. Madero | Miguel Hidalgo | Quintana Roo    | Tláhuac-Xochimilco    | Yucatán             |
| Chalco-Ixtapaluca   | Cuauhtémoc      | Hidalgo           | Morelos        | San Luis Potosí | Tlalnepantla-Atizapán | Zacatecas           |

## La Flor de Lis más Grande del Mundo
Es un evento que se realiza año con año en el Zócalo de la Ciudad de México y de forma simultánea (aunque de menor magnitud) en algunas plazas del interior del país. Consiste en reunir la mayor cantidad de latas de aluminio para formar con ellas la insignia scout, de ahí que al evento se le conozca popularmente como "Las Latas". Todo el aluminio recolectado por los asistentes se vende y el dinero obtenido se destina a la caridad. 
Este proyecto fue originalmente planeado, diseñado e implementado por los integrantes del personal de la Ciudad de México del decimoprimer Moot Scout Mundial bajo la dirección de  Rogelio del Bosque, con el objetivo de promover el Moot Mundial que se llevaría a cabo en julio del año 2000 en México. El evento de Las Latas fue diseñado para obtener un Récord Guinnes por la creación de la Flor de Lis más Grande del Mundo hecha con Latas de Aluminio; reconocimiento que se obtuvo y fue superó su propia marca en el evento del 2013.
El proyecto de Las Latas tenía como objetivos educativo,  generar una conciencia ecológica en los participantes en relación con los procesos de reciclado y promover el trabajo comunitario y espíritu de servicio,  dichos objetivos siguen vigentes y son temas esenciales para la formación de todo scout. 
El evento se realizó en el Zócalo de la Ciudad de México reuniendo a más de 10 mil scouts de todo el país, quienes colectaron y aportaron suficientes latas de aluminio para rellenar una flor de lis de 100 x 100 metros dibujada en la plaza. El evento atrajo la atención de un gran número de medios de comunicación nacionales e internacionales y debido a la buena respuesta de los Scouts de México y el gran éxito obtenidoen términos de comunicación socual, el evento de Las Latas se sigue realizando año con año en el Zócalo de la Ciudad de México y en las principales plazas del país. 
Durante el cierre del Latas 2006 el entonces presidente Vicente Fox y la primera dama Martha Sagún dirigieron un breve discurso a los asistentes, en reconocimiento de la labor altruista de la ASMAC.
En 2007, año del Centenario Scout Mundial, se incorporó al diseño de una paloma, parte del emblema del 2007 y símbolo del escultismo como movimiento universal de paz.
En 2009 se añadió también el uso de envases de PET y se rellenaron los pétalos inferiores de la flor de lis con este material.
Debido a los festejos del Bicentenario de la Independencia de México, el Latas 2010, regularmente realizado en el mes de febrero, se tuvo que realizar a finales de agosto.
En 2015, muchas provincias Scouts en el interior del País, e inclusive scouts de otros países, aún organizan sus "Latas" regionales o locales.
En 2017, se pospuso debido al Temblor en CDMX. Y en el 2018 se tuvo la presencia en la ceremonia de clausura representantes de talla mundial.  " Como S.M. El Rey Carlos XVI Gustavo de Suecia, Presidente Honorario de la Fundación Scout Mundial, S.M. La Reina Silvia Renata de Suecia, Reina de Suecia, S.A.R. El Príncipe Guillermo de Luxemburgo, Miembro de la Junta de la Fundación Scout Mundial, S.A.R. Princesa Estefanía, Gran Duquesa de Luxemburgo, Princesa heredera de Luxemburgo, S.A.R. Príncipe Faisal Bin Abdulrahman Bin Muaammar, Miembro de la Junta de la Fundación Scout  Mundial (FSM), Lars Kolind, Presidente de la FSM, Arq. Héctor Robledo Cervantes, Presidente Electo de la FSM y Miembro del Comité Scout Mundial, Craig Turpie, Presidente del Comité Scout Mundial, Ahmad Alhendawi, Secretario General de la Organización Mundial del Movimiento Scout, Ricardo Stuber, Presidente del Comité Scout Interamericano, Ing. Raúl Arturo Sánchez Vaca, Director de la Organización Mundial del Movimiento Scout – Región Interamericana. "

## Casa Scout Nacional
Instalaciones administrativas que atienden a toda la membresía Scout (46880 miembros). Ubicado en la Calle de Córdoba n.º 57 Col. Roma. Ciudad de México.
El edificio fue recientemente renovado, y la tienda Scout que por mucho años estuvo ahí fue movida a media cuadra sobre la misma calle de Córdoba.
Cuenta con los siguientes servicios para la membresía:
- Cibercafé
- Biblioteca Scout

Dentro de las instalaciones existe una sala BP, que fue inaugurada por Olave Saint Claire Soames más conocida como Lady Olive Baden-Powell y la sala Eduardo Missoni, inaugurada por el mismo Missoni durante su período como secretario general de la Organización Mundial del Movimiento Scout.

## Campo Escuela Meztitla
El Campo Escuela Meztitla, nace gracias al Dr. Paul E. Loewe, distinguido personaje del escultismo, quien en el año de 1956 dona los primeros terrenos, en el Estado de Morelos, de lo que más tarde sería el campamento. Con el paso del tiempo se adquieren más terrenos y poco a poco se va conformando el campo escuela que hoy, se dice con orgullo, es de todos los Scouts de México.
El nombre de Meztitla, es una palabra derivada de la lengua náhuatl, cuyo concepto original es: "Lugar de la luna" o "Lugar cerca de la luna", debido a la presencia de pinturas rupestres, (entre las cuales hay una que desde luego, representa a la luna), en uno de los acantilados de los cerros que rodean este lugar, en el pueblo de Tepoztlán.

## Tienda Scout Nacional
La Tienda Scout Nacional es el socio comercial de la Asociación de Scouts de México, especializada en el aprovisionamiento y distribución de productos Scout para todos los miembros del movimiento scout nacional; la Tienda Scout Nacional ofrece una amplia gama de productos oficiales. Esta se encuentra en la CDMX; Córdoba 73, Col. Roma, 06700, CDMX.